# دنیل مکلوور
دَنیِل مَکلوُر (انگلیسی: Daniel MacIvor؛ ۲۳ ژوئیهٔ ۱۹۶۲ – ) بازیگر، نمایش‌نامه نویس، کارگردان سینما و تئاتر اهل کشور کانادا است. بیشتر شهرت وی به خاطر بازی در فیلم‌های مستقل است. این هنرمند آشکارا همجنسگرا است. از فیلم‌هایی که وی در آن نقش داشته‌است می‌توان به بیف کیک و ویلبی شگفت‌انگیز اشاره کرد.